# Atrium

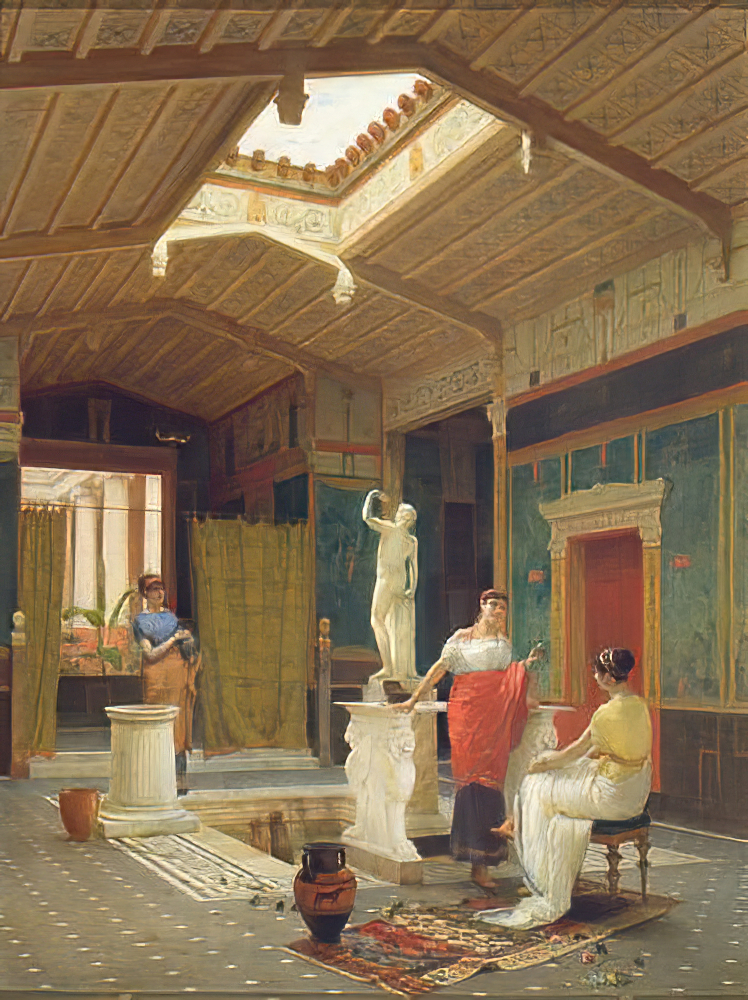
Atrium w bogatym domu pompejańskim (mal. L. Bazzani, 1882)

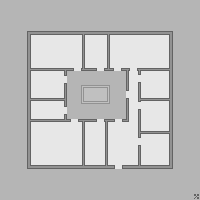
Schematyczny plan domu rzymskiego z zaznaczonym pomieszczeniem atrium

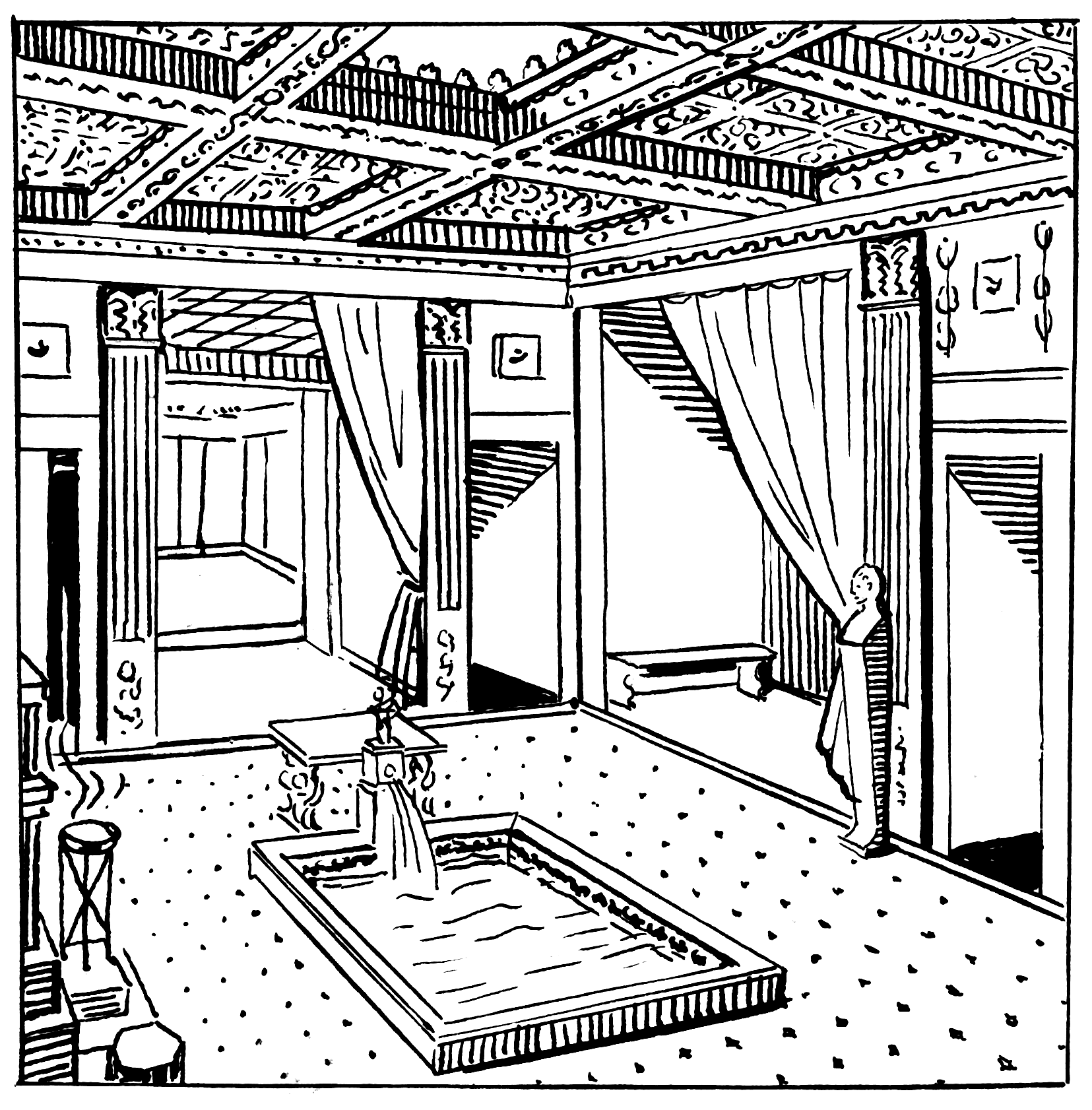
Typowe atrium rzymskiego domu (domus Romana)

Atrium (od łac. ater – czarny) – najczęściej niezadaszone (hypetralne) pomieszczenie wewnętrzne.
W architekturze jest to zamknięta przestrzeń, niekoniecznie wyrównana w pionie, przechodząca przez dwie lub więcej kondygnacji w obiekcie budowlanym.

## W starożytności
W budownictwie Etrusków określano tak pomieszczenie poprzedzające główną izbę, w którym umieszczano palenisko, tak by dym przez otwór w dachu mógł uchodzić swobodnie, a zarazem ogień nie został zalany opadami deszczu (łacińska nazwa miała pochodzić od poczerniałych od dymu ścian). W późniejszym czasie, po usunięciu paleniska zastąpiono je niewielkim basenem na wodę deszczową – impluvium.
W domach mieszkalnych starożytnego Rzymu było to centralne pomieszczenie w kształcie prostokąta, wokół którego rozmieszczone były pokoje mieszkalne. Zwykle z otworem w czterospadowym dachu (compluvium) i poniżej usytuowanym impluvium, które później (w czasach republiki) zastąpiono wodotryskiem. Dach wsparty był na kolumnach, a wnętrze ozdobione zielenią, posągami, mozaikami (zwłaszcza dno zbiornika na wodę), ściany pokrywano malowidłami lub stiukami. W atrium tradycyjnie też umieszczano kapliczkę – lararium, poświęconą duchom opiekuńczym domostwa (larom) oraz podobizny przodków (imagines). W miejscu tym skupiało się życie rodzinne, przyjmowano gości, klientów i interesantów. Ponadto, wobec niemal zupełnego braku okien, pomieszczenie to zapewniało wnętrzu domostwa niezbędną ilość powietrza i światła.  
Po wprowadzeniu w budownictwie rzymskich domów prywatnych hellenistycznego perystylu (ogrodowego dziedzińca paradno-gościnnego), atrium zaczęło spełniać jedynie rolę okazałego przedsionka, wciąż jednak jako składowa część tradycyjnego domostwa (pars antica) i nadal wytyczając jego oś wzdłużną. W szczególnie zamożnych i rozbudowanych domach (willach) istniały nawet 2-3 atria.
Witruwiusz), architekt i konstruktor rzymski, będący autorem traktatu „O architekturze ksiąg dziesięć” (De architectura libri X), opisał i typologicznie podzielił atrium na:
- toscanicum (etruskie, toskańskie) – utworzone przez pastady z wysuniętymi do wnętrza okapami i opartym na dwóch belkach dachem nachylonym z czterech stron do wewnątrz;
- displuviatum – odmiana toscanicum, w której dach odchylony na zewnątrz tworzył compluvium w kształcie prostokątnej latarni;
- tetrastylum – z dachem i compluvium podpartym i otoczonym w narożnikach czterema kolumnami (powstałe pod wpływem greckim);
- corinthium (korynckie) – którego dach z compluvium był podparty większą liczbą kolumn (również wpływ grecki);
- testudinatum (sklepione) – przykryte dachem i pozbawione compluvium[5].

W okresie wczesnego chrześcijaństwa nazwę tę odnoszono do dziedzińca przed kościołem, otoczonego krużgankami lub portykiem, który pełnił rolę narteksu. W atrium przeznaczonym dla wiernych przybywających z daleka, znajdowała się też studnia lub zbiornik wody do ablucji.

## Współcześnie

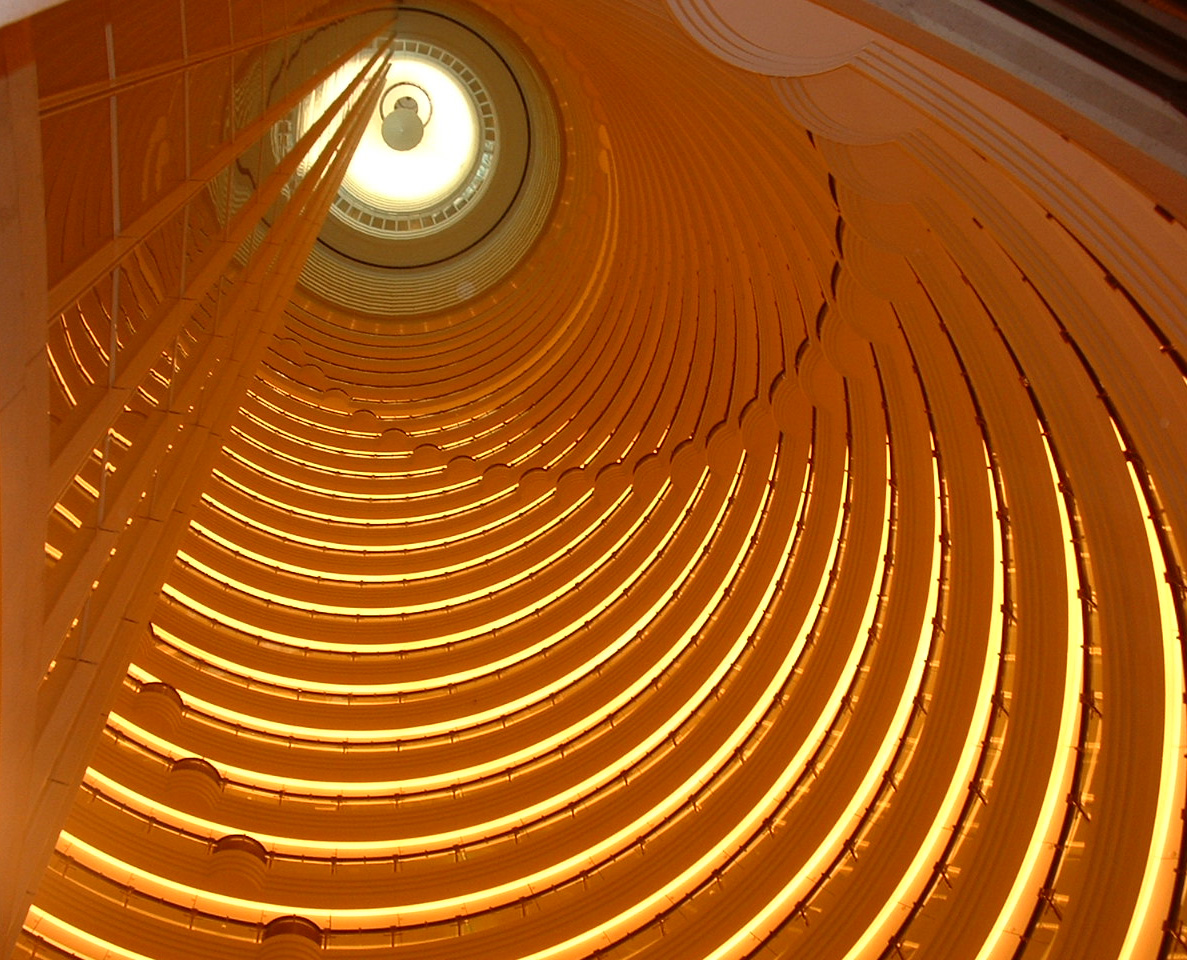
Atrium hotelu Grand Hyatt w Szanghaju

We współczesnej architekturze jako atrium określa się dziedziniec domów w zabudowie dywanowej (domy atrialne), a także zadaszony szklanym przekryciem dziedziniec w budynkach biurowych i usługowych.